# Première croisade
Batailles
La première croisade s'est déroulée de 1095 à 1099 à la suite du refus intervenu en 1078 des Turcs seldjoukides de continuer à laisser le libre passage vers Jérusalem, accordé par le pacte d'Umar, aux pèlerins venus d'occident. Cette croisade s'achève par la prise de la ville et la création des États latins d'Orient.

## Prémices
En 1071, les Seldjoukides font irruption en Asie Mineure après la bataille de Manzikert où les Byzantins sont vaincus. Ceux-ci ne peuvent empêcher les Turcs de s'établir à Nicée en 1078 et d'y fonder un royaume en 1081. À la fin du XIe siècle, Alexis Comnène, dont l'empire se trouve gravement menacé dans sa partie orientale, demande à plusieurs reprises l'aide de Rome contre l’envahisseur.
En 1078, les Seldjoukides chassent de Jérusalem les Fatimides qui gouvernaient la région depuis 970. Alors que les Fatimides donnaient un relatif libre accès à la Ville sainte aux pèlerins, les Turcs massacrent la totalité de ses habitants et soumettent les autres populations chrétiennes aux vexations et à l'esclavage. Les Turcs enfin coupent l'accès par la route continentale, depuis l'Europe, tout au long de l'Asie Mineure.
En 1087 se déroule la campagne de Mahdia, une expédition punitive contre la ville nord-africaine de Mahdia par une flotte des républiques maritimes de Gênes et Pise. Carl Erdmann(en), historien de la croisade, considère ce raid comme un précurseur direct. En effet pour la première fois, l'Indulgence est accordée par un pape (Victor III) pour toute action militaire visant un État musulman.

### Le concile de Clermont
En 1095, lors d'un séjour en France, le pape Urbain II prend acte de l'exaspération des pèlerins à qui les Turcs barrent dorénavant la route de Jérusalem (que les Arabes avaient toujours laissée libre), et répond à la demande d'Alexis. Ainsi, le 27 novembre 1095, au cours du concile de Clermont, qu'il a fait réunir, le pape lance un appel à la croisade (appelée alors Peregrinatio) et prêche pour le secours de l'empereur, la protection des chrétiens d'Orient et la libération de la Terre sainte. En échange de leur participation, les croisés (désignés à l'époque comme Cruce Signatus) se voient promettre le pardon de leurs péchés, ainsi que le statut de martyr en cas de mort au combat.
Il désigne Adhémar de Monteil, évêque du Puy, pour diriger cette campagne en tant que légat pontifical.
Il s'agit aussi, pour la papauté, de renforcer son autorité en rassemblant, dans un projet commun, une noblesse occidentale turbulente et guerrière.

## La croisade populaire
Le petit peuple réagit en grand nombre, notamment en Berry à l'appel de Pierre l'Ermite qui lance son fameux « Dieu le veut », en Orléanais, à Poissy où Gautier Sans-Avoir le rejoint, en Champagne et en Lorraine. Le 12 avril 1096, c'est avec quelque 15 000 pèlerins qu'ils parviennent sur les bords du Rhin.
Entre avril et juillet 1096, les Croisés se livrent à des massacres ou conversions forcées contre les communautés juives de Spire, Worms et Mayence, puis à Cologne — où, malgré la protection épiscopale, la synagogue est brûlée avant que soient tués les Juifs refusant la conversion —, puis à Trèves, Metz et Ratisbonne. Ces massacres donnent lieu aux Memorbücher (livre de la mémoire listant le nom des martyrs) et à de nombreux Pyyoutim (poèmes liturgiques) rappelant aussi la mémoire de ces événements.
Gautier, emmenant une majorité de Français, quitte le premier Cologne et gagne la Hongrie où le roi Coloman lui accorde le libre passage. À Semlin, dernière place hongroise avant le territoire romain, des incidents avec les Hongrois se soldent par la pendaison de seize croisés pillards. Arrivant à Niš le 18 mai, Gautier continue sa route via Sofia, Philippopoli et Andrinople jusqu'à Constantinople, qu'il atteint le 20 juillet sous escorte byzantine.
Les troupes de Pierre l'Ermite atteignent à leur tour Semlin, qu’ils prennent d'assaut après le refus des autorités de leur fournir du ravitaillement. D'après le chroniqueur Albert d'Aix, ils auraient agi ainsi après avoir vu, suspendus aux remparts, les armes et vêtements des seize croisés pendus par les Hongrois.
Ils investissent ensuite et pillent Belgrade, désertée par ses habitants qui avaient trouvé refuge sur l'autre rive de la Save. À Niš, les troupes de Pierre sont encadrées par le gouverneur Nicétas, qui leur permet de continuer leur chemin à la condition expresse de ne désormais pas s'arrêter plus de trois jours devant une ville.
Cette troupe se présente finalement devant Constantinople le 1er août. Là, l'empereur leur conseille, dans un premier temps, d'attendre la croisade menée par les barons, mais devant leurs excès, il leur fait traverser le Bosphore le 6 août et leur assigne la place forte de Kibotos. Les Turcs leur donnent alors méthodiquement la chasse et les tuent. Avec leurs ossements, ils élèvent une gigantesque pyramide que les chevaliers croisés retrouveront sur leur passage.
En septembre, ils rejoignent les environs de Nicée, et une troupe, dirigée par un noble italien du nom de Renaud, s'empare de la forteresse de Xerigordon. Le 29 septembre, le sultan Kilij Arslan reprend la place forte.
Le 21 octobre 1096, las d'attendre, ils se remettent en mouvement vers Nicée, mais sont exterminés à peine sortis de Kibotos. Gautier Sans-Avoir, Hugues de Tubilingue et Gautier de Teck perdent la vie dans ce combat. Sur 25 000 hommes, seuls 3 000 parviennent à regagner les frontières de l'Empire, où ils attendront la croisade des barons.
Les maladies et la famine continuant à décimer de plus en plus les croisés, Pierre l'Ermite lui-même désespère du succès de l'expédition. Du reste, le désordre le plus complet règne dans l'armée. L'espionnage des musulmans y est tellement fréquent que Bohémond les menace d'être coupés en morceaux et rôtis pour servir de nourriture aux soldats affamés.
La propagande arabe reprendra ces menaces après les croisades pour discréditer Bohémond.
En parallèle à la croisade de Pierre l'Ermite, d’autres bandes s’illustrent par de nombreux actes de barbarie. Ce sont les bandes de Volkmar, de Gottschalk, d’Emich de Flonheim et d’Emich de Leisingen.
Volkmar et environ 12 000 hommes passent par la Saxe et la Bohême, massacrant des civils à Ratisbonne et à Prague avant d'être dispersés en Hongrie.
Le prêtre allemand Gottschalk regroupe une bande de 15 000 hommes et se rend en Hongrie où ces derniers commettent différents méfaits avant d’être massacrés ou capturés par les Hongrois.
Emich de Leisingen, enfin, chevalier-brigand du Rhin, se livre à des pillages dans les villes qu’il traverse durant le mois de mai : Metz, Spire, Trèves, Worms, Mayence et Cologne.
Loin d’être désorganisée, la troupe d'Emich de Leisingen, où figurent de nombreux seigneurs (Thomas de Marle, Guillaume le Charpentier, Clarembaud de Vendeuil, Drogon de Nesles) s’étant vu refuser l’entrée en Hongrie, entreprend le siège de Wieselburg où elle est écrasée par les Hongrois. Emich réussit à s’enfuir et regagner son pays tandis que Thomas, Clarembaud et le Charpentier rejoignent Hugues de Vermandois.

## La croisade des barons

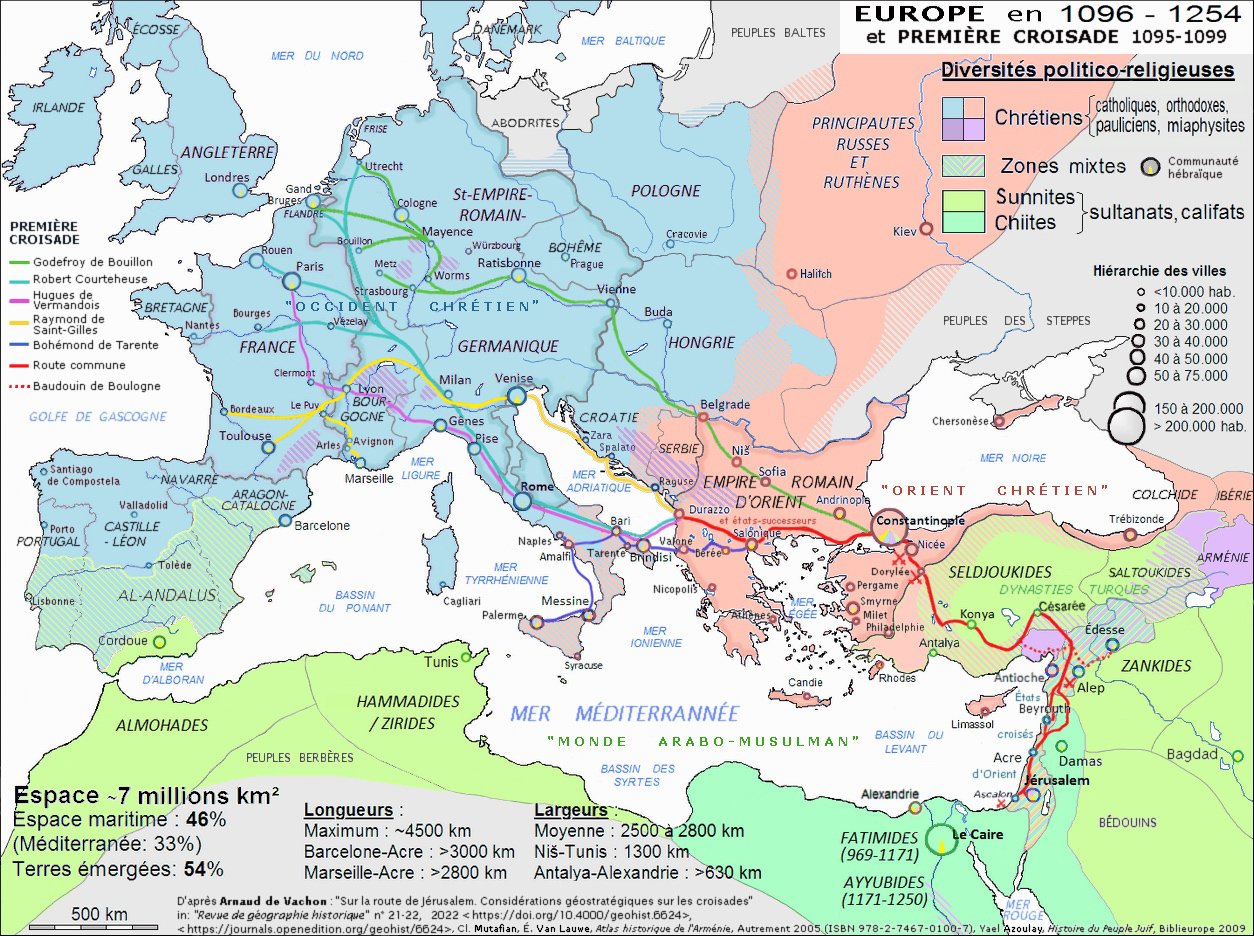
Routes des « barons » pendant la 1re croisade

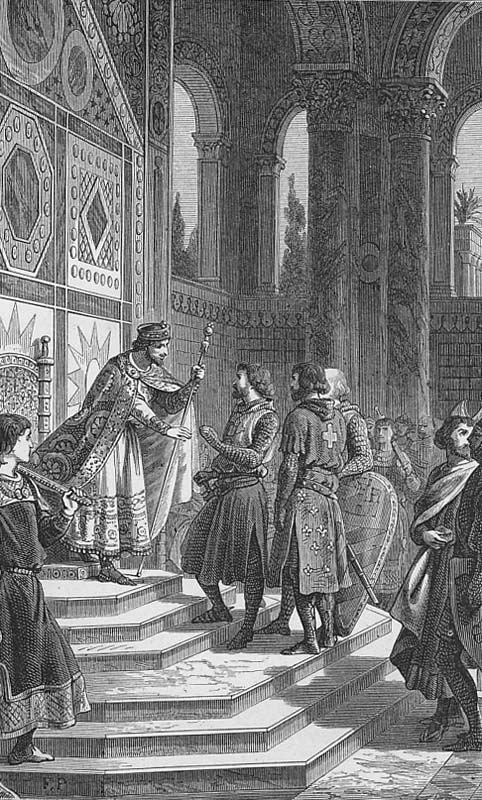
Godefroy de Bouillon et les barons reçus par l'empereur byzantin Alexis.

Le succès de l’appel de Clermont dépasse les espérances du pape et paraît difficilement explicable. L’évolution de la condition matérielle et de l’idéal chevaleresque au cours du XIe siècle a dû en favoriser le retentissement en créant un état de disponibilité. Le départ en Orient est un moyen de s’affranchir de la contrainte du lignage, en un temps où le mouvement de paix et le resserrement des liens vassaliques limitent les occasions d’aventure. La croisade réalise la fusion de l’esprit féodal et des préceptes chrétiens (le chevalier réalise au service du Christ et de l’Église son devoir vassalique).
L’appel à la croisade, adressé surtout à la noblesse du sud de la Loire, d’où est issu Urbain II, dépasse largement ce cadre : aux Provençaux s’ajoutent Godefroy de Bouillon, duc de Basse-Lotharingie, ses frères Eustache et Baudouin, Hugues de Vermandois, frère du roi de France Philippe, avec des chevaliers français, champenois et le groupe conduit par Robert Courteheuse, qui confie le duché normand à son frère, Guillaume II d'Angleterre, et Étienne de Blois. Le départ est fixé au 15 août.
Le premier à partir est Hugues de Vermandois. Il quitte le Royaume vers le milieu du mois d'août 1096 avec une suite respectable en passant par l'Italie, où il reçoit l'étendard de Saint-Pierre à Rome. Godefroy finance son expédition par la vente ou en hypothéquant certaines de ses possessions, et part également au mois d'août. Bohémond de Tarente, à la nouvelle de ces départs, décide lui aussi de se croiser. Il abandonne le siège d'Amalfi, qu'il était en train d'entreprendre, et passe l’Adriatique avec une petite armée normande et son neveu Tancrède, au début de novembre. Le comte de Toulouse, Raymond, rassemble quant à lui, avec le légat Adhémar de Monteil, la plus grande des armées croisées ; celle-ci traverse la Dalmatie durant l'hiver, non sans difficultés, et parvient à Thessalonique début avril 1097 puis à Constantinople le 21 avril.
Formée de contingents féodaux cheminant isolément, encombrée de non-combattants, la croisade ne répond pas au désir du pape qui l’aurait voulu unie sous la direction d’un légat et d’un chef laïc. Elle répond encore moins aux vœux de l'Empereur, qui avait triomphé des Petchénègues, s’était débarrassé de l’émir de Smyrne et entretenait des rapports pacifiques avec les Seldjoukides du Sultanat de Roum. L’arrivée de la croisade pose aux Byzantins des problèmes de ravitaillement et de surveillance. Cependant, Alexis avait fait préparer des approvisionnements et assuré aux croisés qu’il faciliterait leur passage à condition qu’ils respectent leurs engagements de paix.

### Les forces des croisés
Si les souverains ne répondent pas à l'appel du pape (hormis le duc de Bretagne), de grands féodaux le font :
- Raymond de Saint-Gilles, comte de Toulouse
- Guillaume des Baux et son fils Raymond des Baux
- Bohémond de Tarente et son neveu Tancrède de Hauteville de la famille des princes normands d'Italie
- Hugues le Grand, comte de Vermandois, frère du roi des Francs Philippe Ier
- Robert Courteheuse, duc de Normandie, fils de Guillaume le Conquérant, et son chevalier banneret Jehan des Landes
- Robert, comte de Flandre
- Godefroy de Bouillon, duc de Basse-Lotharingie, ses frères Eustache et Baudouin de Boulogne et leur cousin Baudouin du Bourg
- Étienne II, comte de Blois
- Enguerrand Ier, comte d'Amiens, et son fils Thomas
- Hugues II, comte de Saint-Pol, et son fils Enguerrand

Quatre armées se constituent par des regroupements régionaux :
- les Lorrains, menés par Godefroy de Bouillon et Baudouin de Boulogne, qui traversent l'Allemagne et les Balkans
- les Normands d'Italie, conduits par Bohémond de Tarente et Tancrède de Hauteville, débarquant en Épire
- les Méridionaux autour de Raymond de Saint-Gilles, qui passent par l'Italie du Nord, la Serbie et la Macédoine
- les Français et les Bretons dont Alain IV Fergent, Hugues le Grand, Robert Courteheuse et Robert de Flandre.

### L'arrivée à Constantinople et la réunion des chefs croisés

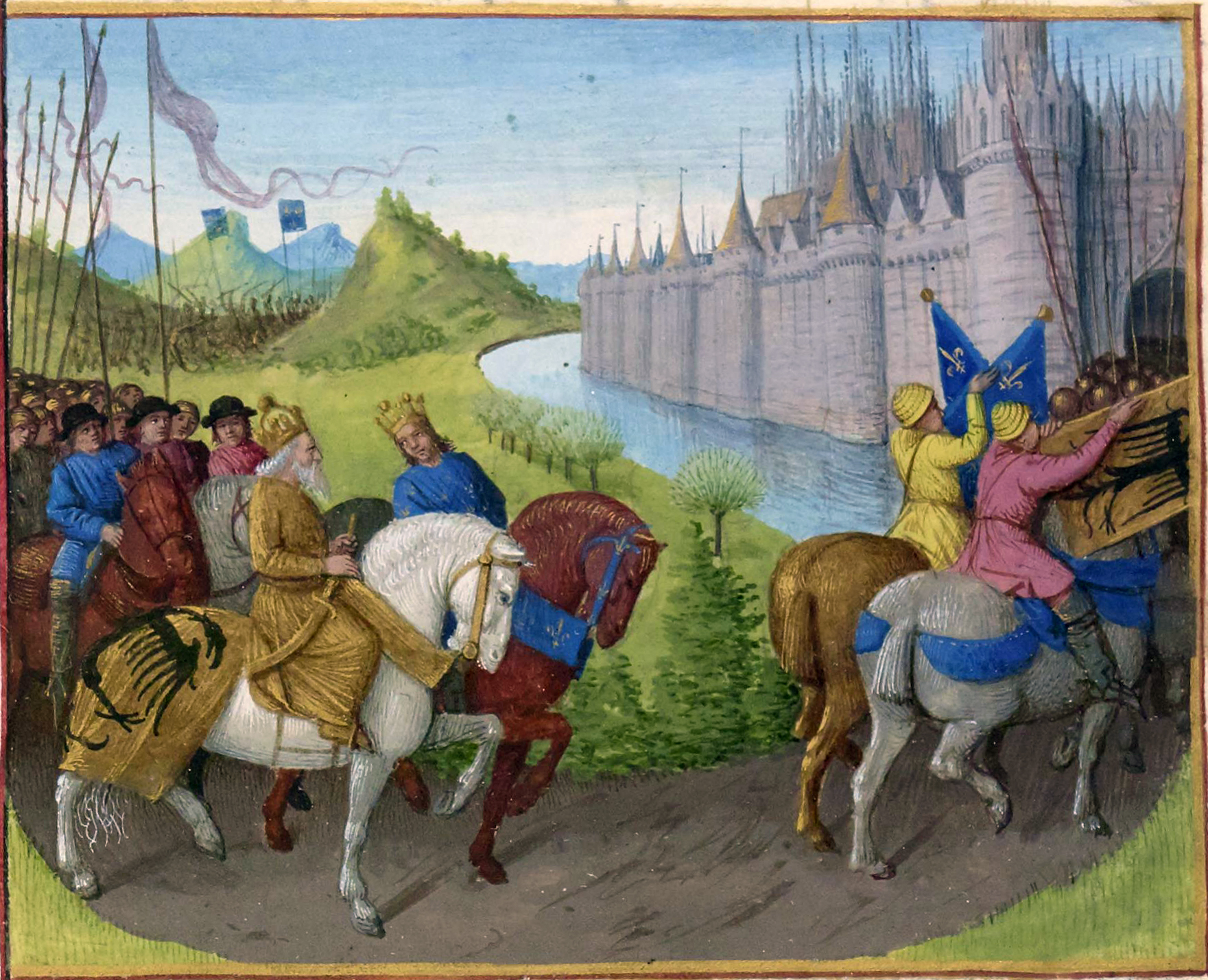
Arrivée des croisés à Constantinople, par Jean Fouquet.

L'un des premiers à répondre à l'appel d'Urbain II, en 1095, Godefroy de Bouillon devient aussi l'un des principaux chefs de la première croisade. Vaillant, déjà réputé pour sa bravoure et sa sainteté, il part de Vézelay avec une suite nombreuse, il passe par Ratisbonne, Vienne, Belgrade et Sofia, arrive à Constantinople le 23 décembre 1096, et se heurte aussitôt à Alexis Ier Comnène. Les Méridionaux se présentent devant Constantinople en avril 1097. Des incidents surgissent avec l’arrivée de troupes plus importantes, entre Raymond de Toulouse et les mercenaires petchénègues, entre Bohémond et les habitants de Kastoria qui lui refusent le ravitaillement.
Alexis Ier se méprend des intentions des croisés, qu'il croit venus offrir leurs services à son empire pour récupérer ses terres — à l'instar de ces troupes scandinaves qui depuis plusieurs siècles se mettaient à son service (Garde varangienne). Il exige donc un serment de fidélité et la promesse de restituer à l'Empire byzantin les terres qui lui ont appartenu avant la conquête turque et de tenir en fief de l’empereur toutes les autres terres conquises.
Hugues de Vermandois, arrivé le premier à Constantinople après un naufrage lors de la traversée de l’Adriatique, prête sans difficulté à Alexis le serment. S'estimant féal sujet et homme lige du seul empereur germanique, Godefroy de Bouillon refuse tout d'abord de prêter le serment d'allégeance exigé par le basileus de tous les chefs croisés. Il faut lui couper les vivres et le battre à la suite de son attaque sur Constantinople pour le faire céder à contrecœur. Durant le Vendredi saint de l'an 1097 : Godefroy, Baudoin et les seigneurs importants de leur armée jurèrent de reconnaître l'Empereur comme souverain de toutes conquêtes qu'ils pourraient faire et de remettre aux officiers impériaux toutes terres reconquises ayant autrefois appartenues à l'Empereur. Lorsque la cérémonie est terminée, Godefroy ainsi que ses troupes sont expédiés vers Chalcédoine en bateaux et débutent un long séjour en route vers Nicomédie puis campent sur le site de Pélékanon, inconnu aujourd'hui. 

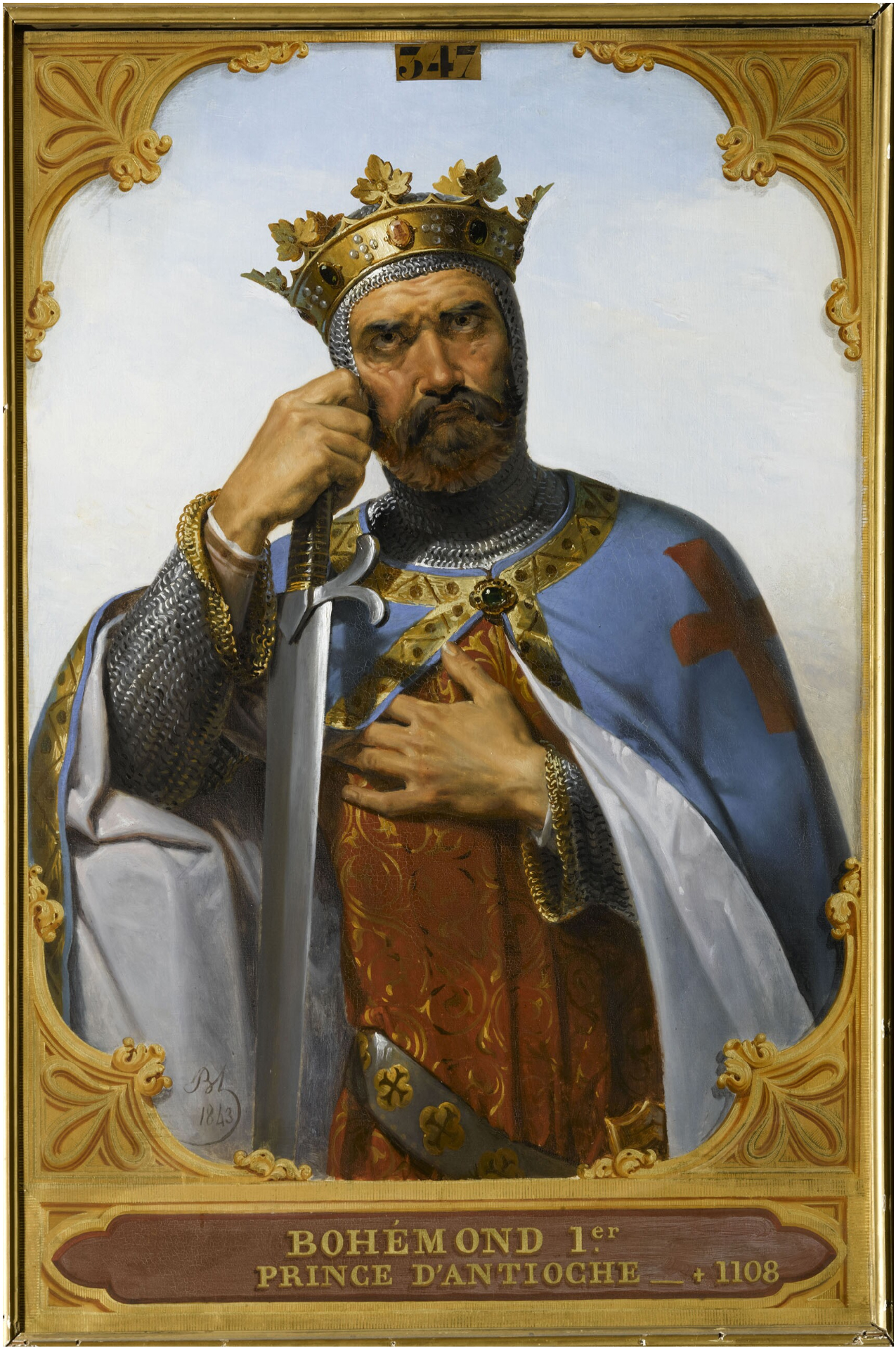
Bohémond de Tarente, futur prince d'Antioche. Grand chef croisé, son attrait pour les terres d'Antioche en feront le grand rival d'Alexis Ier Komnène. Huile sur toile, Merry-Joseph Blondel. Salles des croisades, Versailles.

Le 9 Avril 1097, Bohémond de Tarente et les normands de l'Italie du sud arrivent à Constantinople. Après qu'Alexis l'ait consulté, une discussion entre Godefroy, Baudoin, Bohémond et l'Empereur commence. L'attitude de Bohémond et son armée est vue comme irréprochable, celui-ci connaît parfaitement l'Empire Byzantin, et pour cause, il en a déjà été adversaire. Ces raisons font qu'Alexis se méfie particulièrement de Bohémond, pour qui il est le croisé le plus dangereux. Le passé a montré que les normands sont d'ambitieux et remarquables ennemis, et Bohémond un formidable dirigeant capable de les organiser, équiper et diriger. Il reconnaît la puissance de son ancien ennemi, et Alexis serait arrangé de l'avoir parmi ses rangs malgré les suspicions à son égard. Bohémond prête donc serment, et est convié à rejoindre l'armée de Godefroy à Pélékanon le 26 Avril 1097. Bien que connu et détesté personnellement par Anna Komnène, elle ne peut s'empêcher de louer son charme ainsi que son physique.

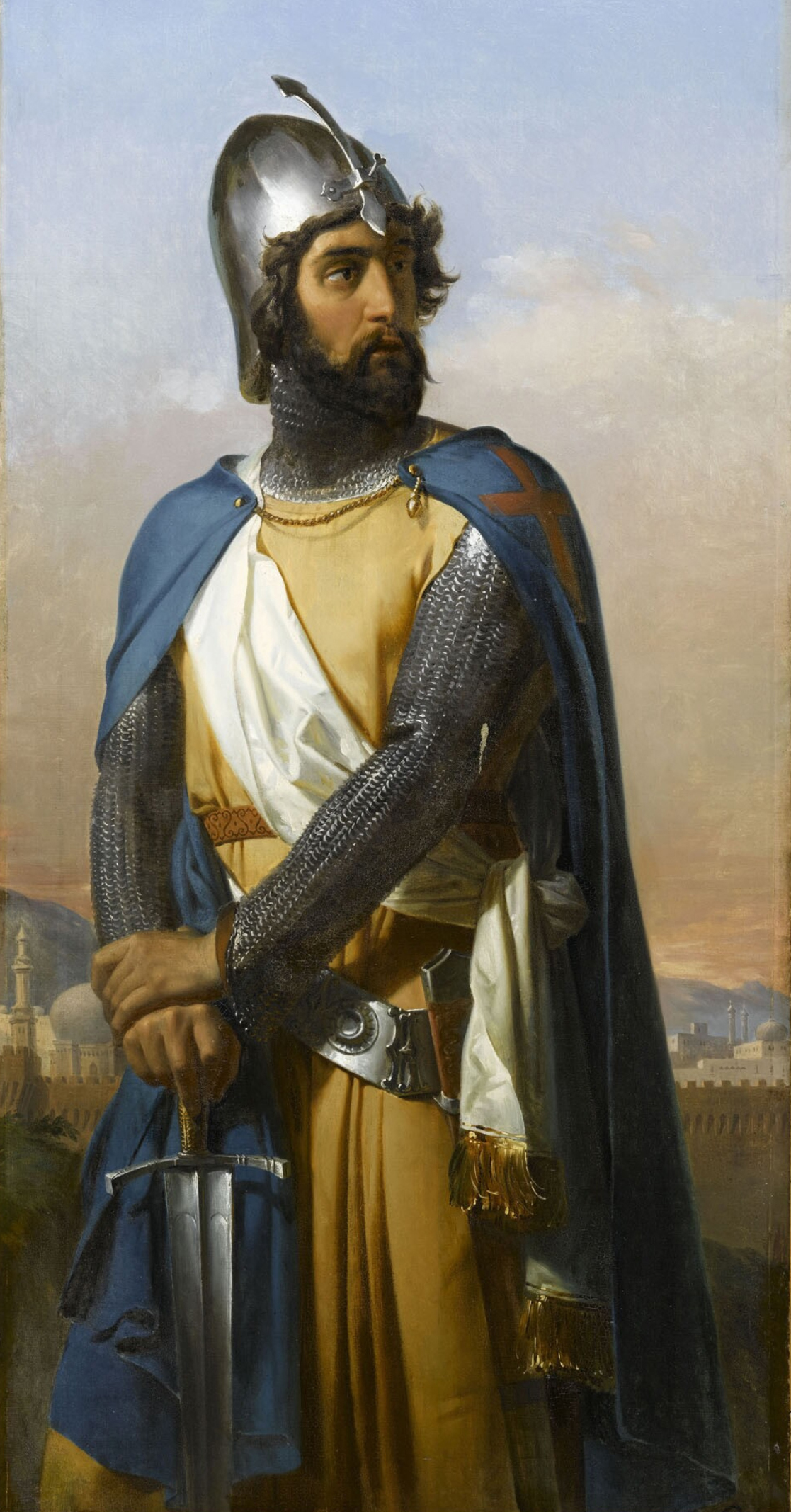
Tancrède de Hauteville, futur prince de Galilée et régent de la principauté d'Antioche. Huile sur toile, Merry-Joseph Blondel. Salles des croisades, Versailles.

Cette nuit-là, Tancrède de Hauteville, qui ne comprend ni n'aime la politique de son oncle, dont il est membre de l'armée, traverse la ville avec son cousin Richard de Salerne dans le but de ne pas jurer serment à l'Empereur.
Ce même jour, Raymond IV, comte de Toulouse, plus connu sous l'appellation de comte de Saint-Gilles, sa propriété préférée, arrive à Constantinople. Son armée est de loin la plus importante parmi les chefs croisés
Les bonnes manières de Raymond choquent les Byzantins, qui considèrent Raymond non seulement comme plus civilisé que ses confrères, mais aussi plus honnête et digne de confiance. Il est le seul chef croisé dont Anna Komnène loue " la superiorité de sa nature et la pureté de sa vie. " Cette description est en contraste total avec les chroniqueurs occidentaux, qui dénigrent Raymond de Saint-Gilles au profit de la piété de Godefroy de Bouillon dont aucun chroniqueur oriental ne fait mention. L'armée de Raymond est assez instable, elle est la seule, parmi celle des futurs chefs d'états latin d'orient, avec celle de Godefroy, à avoir attaqué Constantinople. En effet, un jour, alors que Raymond était dans le palais impérial, ses hommes se mettent à hurler " Toulouse, Toulouse!" en attaquant les murs de Constantinople afin de forcer un passage avant de piller divers maison.

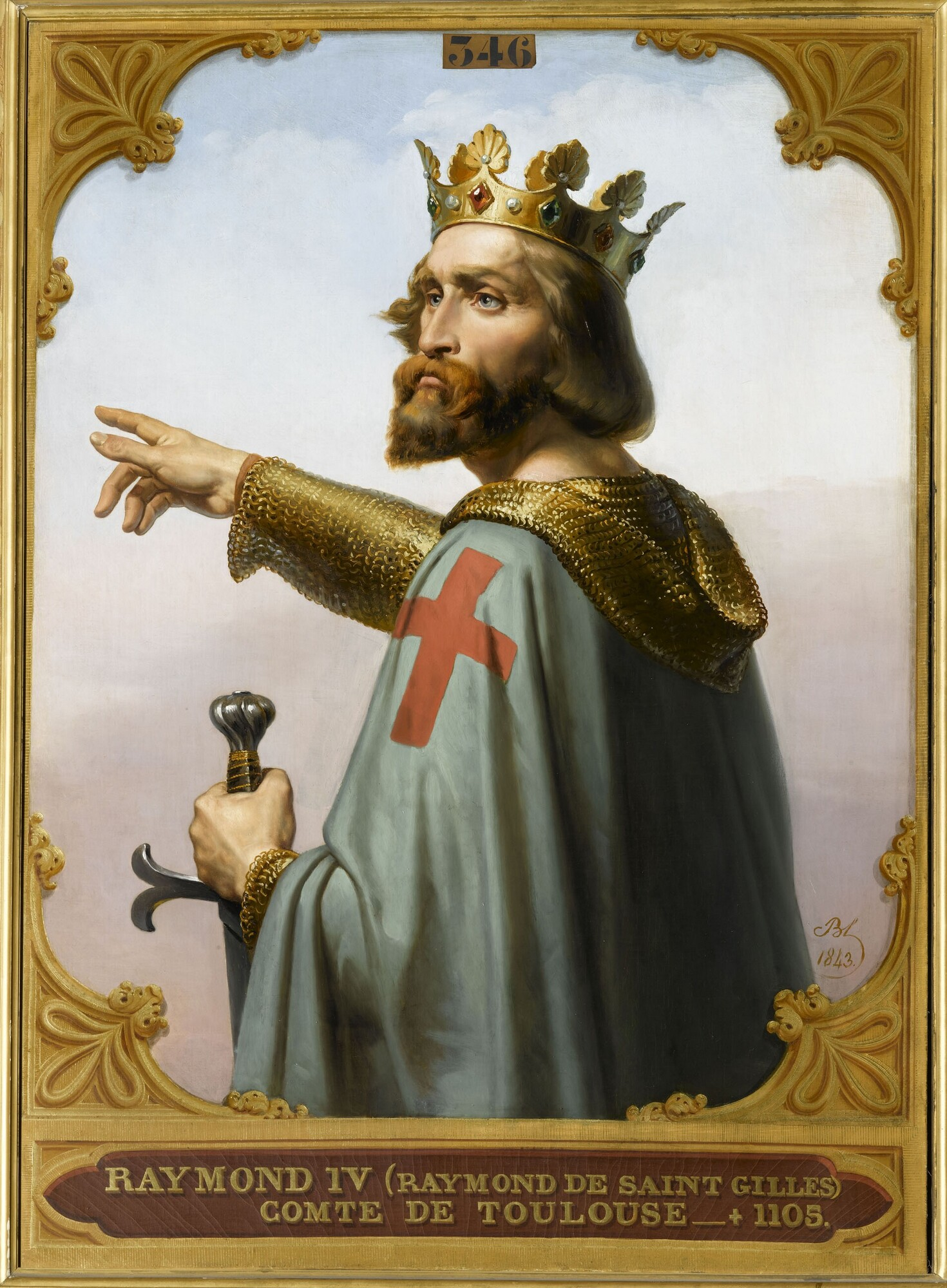
Raymond IV de Saint-Gilles, futur comte de Tripoli. Chef croisé le plus fidèle et sincère avec Tancrède, en plus d'être le plus important et efficace. Effacé au profit de Godefroy par les chroniqueurs, le second étant plus docile que le premier en tant que potentiel souverain de Jérusalem. Huile sur toile, par Merry-Joseph Blondel. Salles des croisades, Versailles.

Le 26 Avril 1097, Raymond jure de " respecter la vie et l'honneur de l'Empereur et de s'assurer que rien ne soit fait, par lui, ou par ses hommes, qui ne puisse lui porter préjudice. " Deux jours plus tard, Raymond fais traverser le Bosphore à son armée qui rejoint également le site de Pélékanon, Godefroy et son armée quittent alors le site dans le but de ne pas le suroccuper. Raymond retourne ensuite une quinzaine de jours à Constantinople, négociant avec l'Empereur, il sera le seul seigneur de la Croisade à ne pas avoir prêté allégeance à l'Empereur, cependant, le comte de Saint-Gilles s'en alla en très bon terme avec Alexis. Cela est visible y compris dans les armées qui ne sont pas les siennes, Albert d'Aix nous rapportant confirmation de cela par un soldat de Godefroy. 
Dans les derniers jours d'Avril 1097, Alexis donne l'ordre de se préparer à lever le camp de Pélékanon et d'avancer vers Nicée.

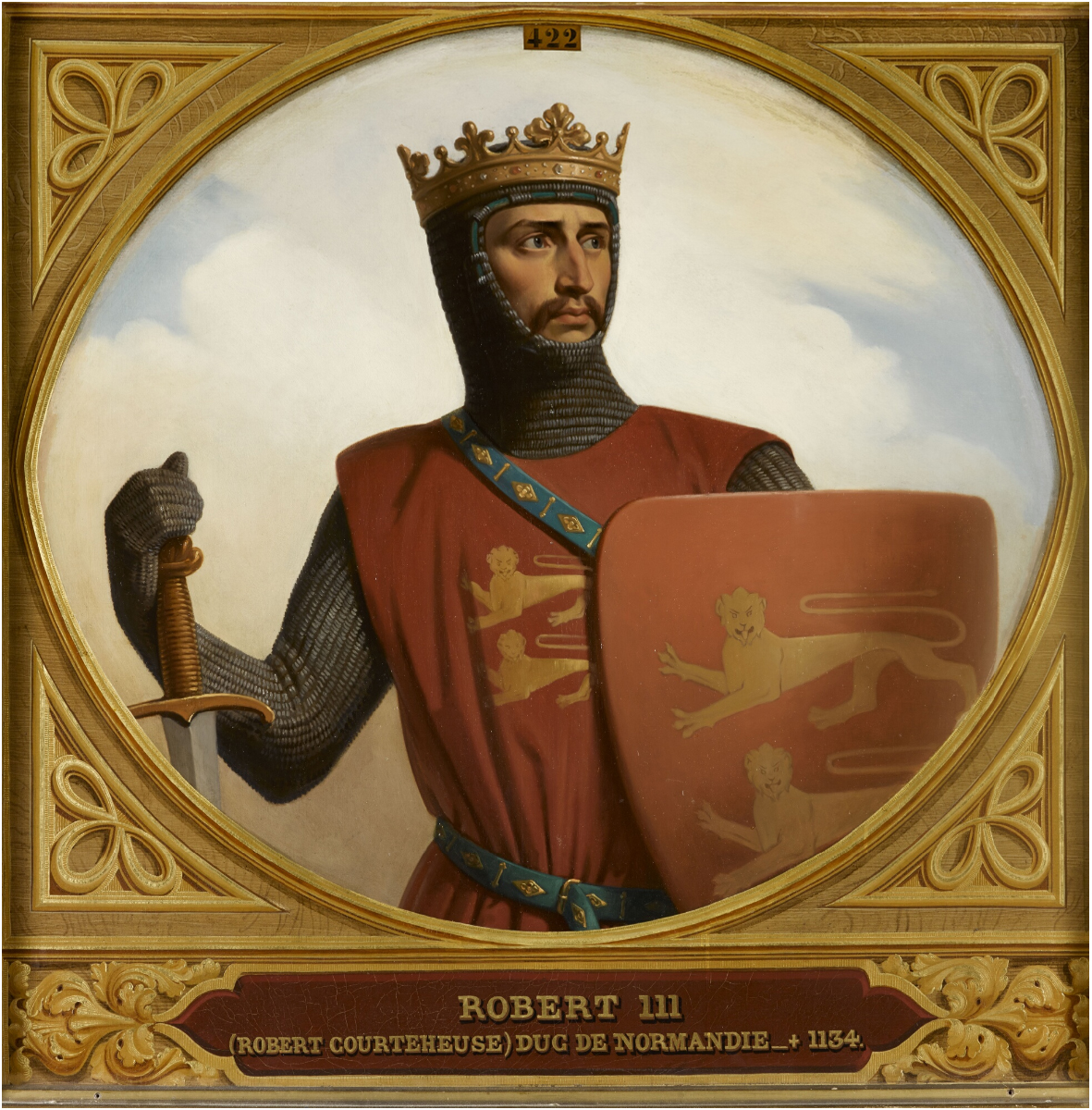
Vue d'artiste du XIX^{e} siècle représentant Robert II de Normandie, par Henri de Caisne.

La quatrième grande armée à rejoindre la Croisade est sous la direction partagée de:
1. Robert II de Normandie, fils aîné de Guillaume le Conquérant.
2. Etienne Henri de Blois, son beau-frère.
3. Robert II, comte de Flandre, son cousin.

Cette armée est plus petite que celle de Raymond, ou encore de Godefroy, cependant, elle est de très haute qualité, possédant, en plus, l'accompagnement de quelques troupes de Brabant sous la direction de Baudoin d'Alost. Elle arrive à Constantinople après que le camp de Pélékanon soit levé, les seigneurs de cette armée sont émerveillés par la beauté de la ville. Etienne de Bois est en extase devant la façon dont l'Empereur byzantin le reçoit, lui donnant nombreux conseils et cadeaux, proposant même de devenir le tuteur d'un de ses fils. Etienne est si touché qu'il écrit à sa femme, " Ton père, mon amour, fit de nombreux cadeaux, mais il n'était presque rien en comparaison à cette homme. ", comparant Alexis à Guillaume le Conquérant. Ils restent dans la capitale byzantine une quinzaine de jours avant de partir pour Nicée, dont le siège avait déjà commencé.

### La traversée de l'Anatolie
Après la réunion des quatre armées, les croisés avec des troupes byzantines se dirigent vers Nicée qui est assiégée à partir de mai 1097. Cependant, lorsque la ville est sur le point d'être prise, le 16 juin, les Turcs font le choix de se rendre aux Byzantins et les croisés sont surpris, sinon déçus, de voir soudain le drapeau byzantin flotter sur la ville qu'ils s'apprêtaient à attaquer.
Les croisés sont étonnés des négociations secrètes des Grecs et se méfient désormais des intentions du basileus.
Les croisés reprennent leur route vers la Terre sainte. De son côté Qilij Arslan Ier, sultan de Roum, bat le rappel des Turcs seldjoukides et attaque par surprise les croisés à la bataille de Dorylée, le 1er juillet 1097. La victoire des croisés leur ouvre la voie de l'Anatolie.
L’armée progresse difficilement, endurant la faim et la soif, perdant ses chevaux en grand nombre et rendant les guides grecs responsables de ses maux. Vainqueurs des Danichmendides et de l’émir de Cappadoce à Héraclée(en), les croisés traversent le Taurus et sont accueillis favorablement en Cilicie par les Arméniens installés là depuis le milieu du XIe siècle.

Le Proche-Orient en 1095.

### Le siège et la prise d'Antioche

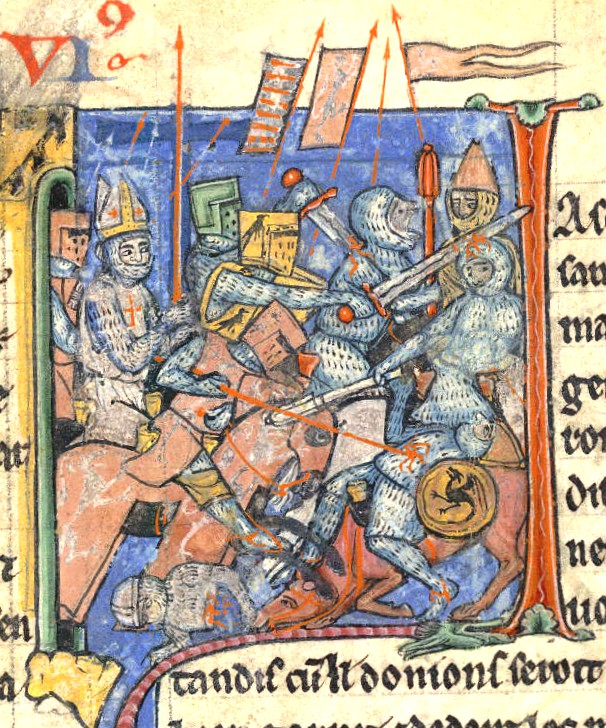
Adhémar de Monteil à Antioche.

Le 20 octobre, les croisés arrivent devant Antioche. Tancrède, neveu de Bohémond, et Baudouin de Boulogne s’emparent des places ciliciennes de Tarse et de Mamistra, qu’ils abandonnent à la suite de dissensions. Baudouin se rend ensuite dans le Haut-Euphrate, où il prend Ravendel et Turbessel, qu’il laisse en fief aux compagnons arméniens qui l’ont guidé. Appelé à Édesse par l’arménien Thoros, désireux de secouer la tutelle turque, il devient son fils adoptif et héritier.
Le siège d'Antioche commence en novembre 1097, avec du matériel apporté par une flotte génoise. Mais l’hiver rend le ravitaillement difficile et la famine s'installe dans le camp des chrétiens. Un chroniqueur évoque la présence de pratiques anthropophages au cours du siège d'Antioche. Ainsi, après la conquête de la Palestine, Raoul de Caen, chroniqueur de la première croisade écrivait : « À Ma'arat, les nôtres firent cuire les païens adultes dans des marmites et embrochèrent les enfants pour les manger rôtis ». Cependant, l'historiographie ne considère pas Raoul de Caen comme une source fiable : on le voit notamment quand il déclare que les croisés se sont trouvés face à une « statue de Mahomet » dans le temple de Salomon,. René Grousset, dans son Histoire des Croisades, fait remarquer que les actes incriminés étaient commis sur des cadavres (« ils ouvraient les cadavres ») par les Tafurs, bandes de ribauds affamés (« Il y eut là des nôtres qui manquèrent du nécessaire »). Toujours selon Grousset et aussi selon Xavier Yvanoff, constatant la terreur que cet acte avait engendré chez leurs adversaires, les chefs croisés firent courir le bruit que Bohémond de Tarente, voulant brûler les espions musulmans introduits dans son camp, donna l'ordre de le faire sur des broches afin de faire croire qu'ils seraient dévorés.
Malgré les victoires remportées sur les armées de Damas (décembre), puis d’Alep (février 1098), le moral des assiégeants est très bas. Les défections sont nombreuses (Pierre l'Ermite, Étienne II de Blois, et le chef du contingent byzantin soupçonné d’intriguer avec les Turcs). Bohémond parvient à se faire promettre la ville au détriment de l’empereur byzantin s’il y entrait le premier.
Une émeute débarrasse Baudouin de Boulogne de Thoros d'Édesse en mars 1098. Baudouin, son héritier, fonde le comté d'Édesse. Bohémond parvient à entrer dans Antioche avec la connivence de la population (3 juin 1098). Les croisés, entrés dans la ville, se trouvent en situation d’assiégés, entre la garnison turque restée dans la citadelle, et les renforts conduits par l’atabey de Mossoul, Kerbogha. Une série de visions et la découverte de la Sainte Lance leur permettent de garder le moral. Mais des fugitifs, persuadés de la chute imminente de la ville, ont rejoint Alexis Comnène qui a atteint Philomelium à la tête d’une armée de secours. Alexis, qui veut garder les conquêtes faites par la croisade (Smyrne, Éphèse, Sardes), et ne tient pas à se mesurer à Kerbogha, rebrousse chemin. Bohémond de Tarente, victorieux de Kerbogha (28 juin), maîtrise Antioche. Seul Raymond de Saint-Gilles prétend faire respecter les droits de l’empereur sur la ville. Mais comme Alexis n’a pas porté assistance à ses vassaux, ceux-ci se considèrent déliés de leur engagement. La croisade a rompu avec Byzance.
Durant l’été, tandis qu’une épidémie sévit à Antioche et emporte le légat Adhémar de Monteil, les croisés se répandent dans les régions voisines, s’emparent au sud de Lattaquié et de Ma`arrat, ou consolident leurs positions en Cilicie. Les tergiversations du conseil des barons au sujet d’Antioche et du commandement irritent le reste de l’armée, qui détruit les fortifications de Ma`arrat, conquise par Saint-Gilles pour le forcer au départ.
Après la prise d'Antioche, lassé de la querelle interminable qui oppose Bohémond de Tarente et Raymond de Saint-Gilles, Godefroy se retire temporairement chez son frère Baudouin à Édesse, d'où il rejoint les croisés lorsqu'ils reprennent enfin la route pour Jérusalem.

### La prise de Jérusalem

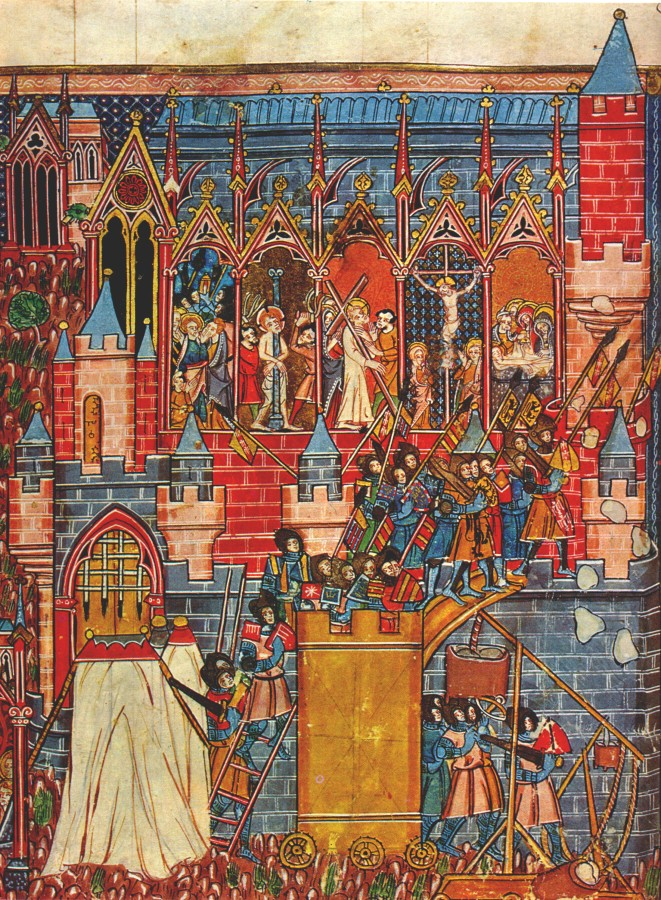
Le siège de Jérusalem.

L’armée croisée prend la route de Jérusalem (13 janvier 1099), remontant la vallée de l’Oronte, sans être inquiétée par les émirs arabes de la région. Rejoignant la côte, elle s’empare de Tortose et de Maraclée (en). Sous la pression de ses soldats, Raymond de Toulouse doit abandonner le siège d’Arqa dont il comptait faire le centre de ses futures possessions. Suivant la côte jusqu’à Jaffa, les croisés entrent à Bethléem le 6 juin et mettent le siège devant Jérusalem le lendemain.
La ville, fortifiée et entourée de ravins, sauf au nord, attend des secours d’Égypte. Les assiégeants manquent d’eau, de bois et d’armes et ne sont pas assez nombreux pour l’investir. Une expédition en Samarie et l’arrivée d’une flotte génoise à Jaffa fournissent le matériel nécessaire à la construction de machines de siège. Une série de jeûnes purificateurs et une procession autour de la ville rendent son sens de pèlerinage à la croisade. Après un assaut difficile de deux jours, la ville est prise le 15 juillet. Les chroniqueurs francs utilisent le registre de l'Apocalypse pour décrire la force des combats dans la cité : « Entrés dans la ville, les pèlerins poursuivaient, massacraient les Sarrasins jusqu’au Temple de Salomon… où il y eut un tel carnage que les nôtres marchaient dans le sang jusqu’aux chevilles ». En réalité, la lutte la plus violente eut lieu dans la tour du Temple, investie par la garnison turque, dont Raymond de Toulouse obtint la reddition et le sauf-conduit. La population musulmane et juive ne fut pas exterminée mais chassée de la ville vers Ascalon ou Damas, comme l'attestent les écrits retrouvés dans la Guéniza du Caire. Le sac de Jérusalem est en effet amplifié par des chroniqueurs arabes pour en faire un récit épouvantable et rassembler le monde musulman contre les croisés.
Richard : « Ce massacre, dont la description a été répétée à satiété, n'a cependant pas été systématique. Des lettres hébraïques retrouvées dans la Guenizah du Caire rapportent qu'une partie des juifs de Jérusalem furent amenés sous escorte à Ascalon où leurs coreligionnaires d'Égypte les rachetèrent, eux et leurs livres. Et on y note, avec surprise, que les Francs avaient respecté les femmes. Les chrétiens avaient été expulsés par le gouverneur fatimide ; les croisés à leur tour paraissent avoir vidé la ville de sa population musulmane ».
Dans les mois qui suivent, un certain nombre de pèlerins, estimant avoir rempli leur vœu, repartent pour l’Occident et y portent la nouvelle du triomphe du christianisme.
Ayant refusé dignement la couronne de Jérusalem, Godefroy de Bouillon prend le titre d’avoué du Saint-Sépulcre, réservant ainsi les droits de l’Église sur le nouvel État (son frère prendra le titre de roi sous le nom de Baudouin Ier de Jérusalem après la mort de Godefroy quelques mois plus tard).
En août, avec les autres princes, Godefroy surprend l’armée égyptienne de secours à Ascalon, assurant la survie de son État peu avant son décès.
Les Fatimides reprennent néanmoins le contrôle d'Ascalon après une révolte populaire.
En septembre, Godefroy de Bouillon reste seul avec trois cents chevaliers et deux mille piétons pour défendre ses conquêtes (Jérusalem, Jaffa, Lydda, Ramla, Bethléem, Hébron) auxquelles s’ajoutent bientôt la Galilée.
Baudouin Ier affronte à trois reprises les Fatimides, lors des batailles de Ramla (1101, 1102 et 1105).
Voulant se tailler un fief, Raymond de Saint-Gilles commence le long siège de Tripoli en 1102.
Deux ans plus tard, Baudouin Ier décide de profiter d'un conflit interne des Seldjoukides, qui oppose le chah seldjoukide Barkyaruq à son frère, pour tenter de prendre Harran, qui ouvrirait la voie sur Mossoul et Bagdad. De plus, l'émir de Mossoul, Jekermish, affronte son voisin Il Ghazi ibn Ortoq, seigneur de Mardin et d'Alep.
Néanmoins, le frère d'Il Ghazi, Soqman ibn Ortoq, se réconcilie avec Jekermish, et bat Baudouin Ier et ses troupes.
L’armée d’Édesse est entièrement détruite ou capturée et ses chefs, Baudouin et son vassal, Josselin de Courtenay, sont capturés.
L'avancée des croisés vers la Perse est ainsi bloquée.
Peu de temps après, profitant de l'affaiblissement des croisés, les Turcs d’Alep reprennent Artâh et les Byzantins s'emparent de la Cilicie et de Lattaquié.
En 1105, Raymond de Saint-Gilles meurt lors du siège de Tripoli.
Celui-ci se poursuit, sous la direction de son cousin, Guillaume Jourdain, soutenu par Byzance. L'émir de Tripoli tente d'obtenir l'aide de Soqman ibn Ortoq, vainqueur de la baille d'Harran, mais celui-ci meurt en route.
Le blocus de Tripoli se fait plus intense, et en 1108 Bertrand de Saint-Gilles, le fils de Raymond IV, arrive avec des troupes.
Pour arbitrer la rivalité entre ce dernier et Guillaume Jourdain, le roi de Jérusalem Baudouin Ier marche aussi sur Tripoli, rejoint par le prince d'Antioche, Tancrède de Hauteville.
Baudouin Ier décide de diviser le futur comté de Tripoli en deux parties, et accepte la reddition de Tripoli.
Peu de temps après la prise de la ville, Guillaume Jourdain meurt assassiné, et le comté de Tripoli revient ainsi à Bertrand de Saint-Gilles.
En Occident, la croisade continue à être prêchée.
Le pape Pascal II prononce l’excommunication contre ceux qui n’ont pas accompli leurs vœux, renvoyant à Jérusalem les réputés déserteurs, tels Étienne de Blois et Hugues de Vermandois.

### La prise d'Ascalon
Quelques jours après la prise de Jérusalem, les Croisés s'emparent de la ville d'Ascalon. Cette victoire permet aux Européens de confirmer celle de Jérusalem.
L'armée du vizir Al-Afdhal doit se retirer après avoir subi de très lourdes pertes.
Et beaucoup de seigneurs arabes, plutôt que de combattre les Francs, leur proposent des traités et des alliances commerciales qui consolident l'installation des Croisés en Terre Sainte.

### Conséquences

Les États latins d'Orient en 1102, peu après la première croisade.

Un certain nombre de pèlerins, après avoir accompli leurs dévotions, reprennent le chemin du retour. Ils ont délivré Jérusalem et, par la même occasion, accompli leurs vœux. Mais d'autres croisés préfèrent rester en Orient.
Godefroy de Bouillon est choisi par ses pairs comme prince de Jérusalem. Il refuse d'être élu roi du royaume de Jérusalem. Il est alors nommé avoué du Saint-Sépulcre, soit advocatus Sancti Sepulchri. En septembre, il reste seul dans ses nouvelles possessions avec seulement 300 chevaliers et 2 000 piétons. Les établissements francs sont dangereusement isolés les uns des autres et mal reliés à la mer.
En Occident, la nouvelle de la prise de Jérusalem provoque le départ de nouvelles armées dépassant parfois le millier d'hommes, mais faute d'entente, ces croisades de secours échouent toutes en Anatolie devant les Turcs qui ont refait provisoirement leur unité. La mer devient alors le seul moyen de communication avec l'Occident. L'archevêque Daimbert de Pise, arrivé à Jaffa avec 120 bateaux, se fait nommer patriarche latin de Jérusalem et suzerain de la principauté d'Antioche et du royaume de Jérusalem. Il se fait donner un quart de Jérusalem et la totalité de Jaffa. Godefroy promet de son côté aux Vénitiens qui viennent de prendre Haïfa le tiers de toutes les villes qu'ils aideraient à conquérir. Quelques mois plus tard après la mort de Godefroy, son frère Baudouin, comte d'Édesse, se fait couronner roi de Jérusalem par le patriarche latin de la ville. Il étend le royaume de Jérusalem par les conquêtes d'Arsouf, de Césarée, de Beyrouth et de Sidon. De son côté, Raymond de Toulouse, avec l'aide de Gênes, fait la conquête du comté de Tripoli. Les marchands italiens, d'abord réticents à l'idée d'une aventure guerrière risquant de détériorer leurs relations commerciales avec l'Orient, commencent à voir dans les croisades un moyen d'élargir le champ de leurs activités et d'acheter les produits d'Orient à la source, sans passer par l'intermédiaire des musulmans ou des Byzantins.